# Banharn Silpa-archa
Banharn Silpa-archa (Thai: บรรหาร ศิลปอาชา) (Changwat Suphanburi, 19 augustus 1932 – Bangkok, 23 april 2016) was een Thais politicus.

## Biografie
Silpa-archa moest zijn studies staken door de inval van het Japans Keizerlijk Leger in Thailand tijdens de Tweede Wereldoorlog. Hij richtte samen met zijn broer een bouwfirma op. In 1986 kon hij zijn studies Rechten afmaken. In 1976 was hij in de politiek gegaan. Een jaar later werd hij verkozen in de Senaat. Tijdens de regering van Prem Tinsulanonda was hij Minister van Landbouw en Minister van Transport. Tot 1992 zou hij nog ministerposten bekleden. Toen kwam zijn partij in de oppositie terecht. 
In 1995 won zijn partij de verkiezingen en werd hij Eerste Minister. Na anderhalf jaar diende hij zijn ontslag in door de vele corruptieschandalen die het land teisterden. 
Hij overleed in 2016 op 83-jarige leeftijd.